# Калинцев, Алексей Валентинович
Алексей Валентинович Калинцев (род. 9 февраля 1963) — российский хоккейный тренер. Заслуженный тренер России.

## Биография
Выпускник СДЮШОР «Динамо», там же начинал работать тренером (1995—2004). Окончил МОПИ имени Крупской. В 2004—2006 годах — тренер женской команды СКИФ. Главный тренер женской сборной России на Олимпийских играх 2006 года (6 место). Тренер в СДЮШОР «Динамо» (2007—2012), СШОР «Спартак» (2012—2019), школе «Львы ЦХМ» (с 2021).